# Panza de burro

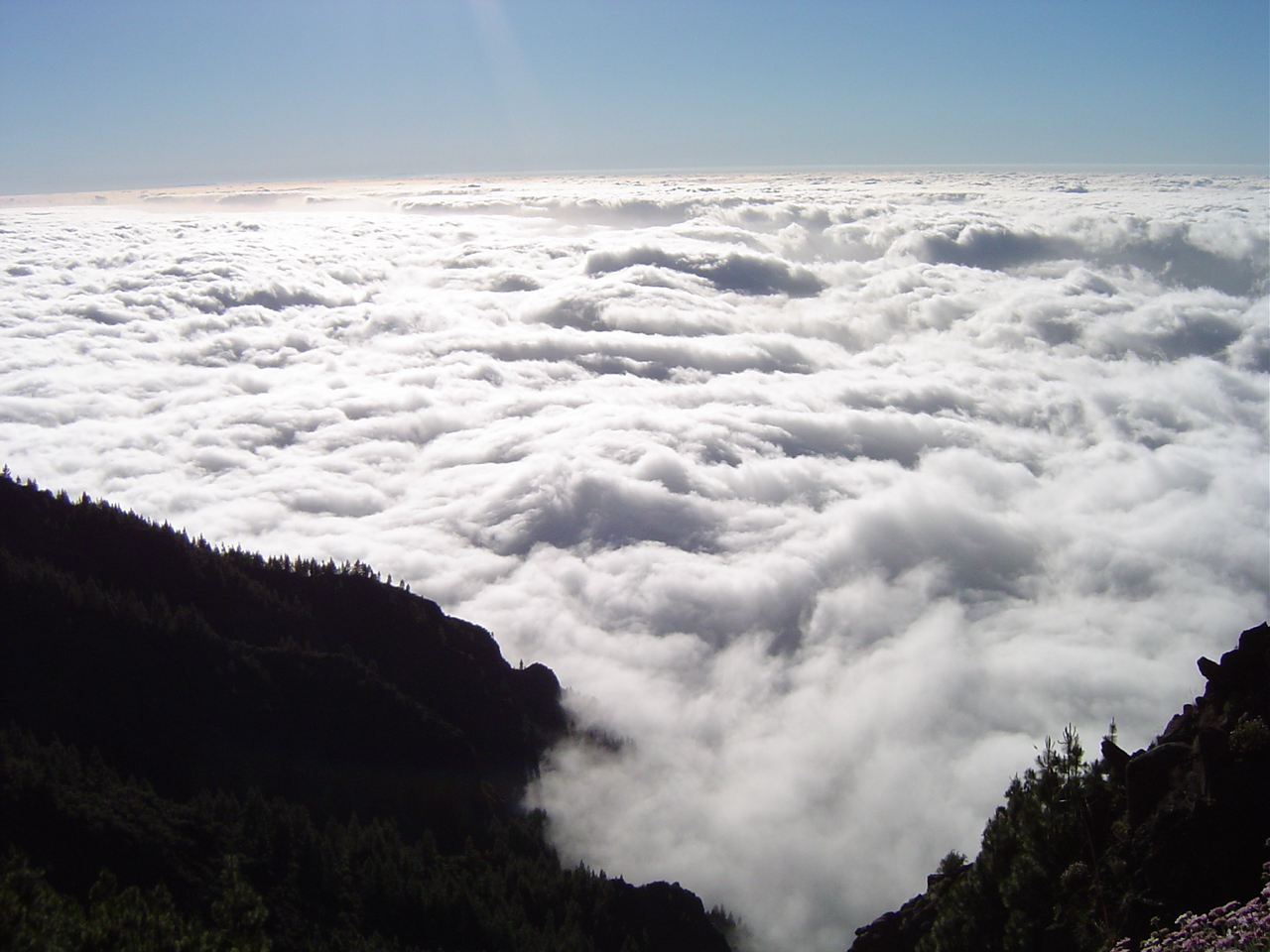
Panza de burro vista desde arriba. Este fenómeno recibe el nombre de mar de nubes.

Cielo color panza de burro (en Perú) o simplemente panza de burro (en las Islas Canarias) es una expresión para denominar a un fenómeno meteorológico que consiste en la acumulación de nubes de baja altura que actúan como pantalla solar, provocando una sensación térmica calurosa, característica del norte de casi todas las islas Canarias (sobre todo en Las Palmas de Gran Canaria y en el Valle de La Orotava durante los meses de julio y agosto) y de la costa centro-occidental de Sudamérica (costa de Perú y costa norte de Chile).
En Canarias, el fenómeno es resultado de la acción de los vientos alisios, que al soplar desde el noreste empujan las nubes contra las laderas de las montañas, produciendo una acumulación nubosa en la vertiente septentrional de las islas hasta una cota aproximada de 1500 m s. n. m. (metros sobre el nivel del mar). El llamado mar de nubes es la panza de burro vista desde arriba, por encima de dicha cota. En las laderas donde chocan las nubes, se produce la lluvia horizontal, causante de un alto índice de humedad que permite una exuberante vegetación.